# Лајон Маунтин (Њујорк)
Лајон Маунтин (енгл. Lyon Mountain) насељено је место без административног статуса у америчкој савезној држави Њујорк.

## Демографија
По попису из 2010. године број становника је 423, што је 35 (-7,6%) становника мање него 2000. године.
| Група             | 2000.       | 2010.       |
| Белци             | 439 (95,9%) | 403 (95,3%) |
| Афроамериканци    | 1 (0,2%)    | 6 (1,4%)    |
| Азијати           | 0 (0,0%)    | 2 (0,5%)    |
| Хиспаноамериканци | 0 (0,0%)    | 6 (1,4%)    |
| Укупно            | 458         | 423         |